# Альбанезе, Висенте
Висенте Альбанезе (исп. Vicente Albanese; 15 апреля 1912, Такуарембо — неизвестно) — уругвайский футболист, игравший на позиции защитника. Провёл один матч в составе национальной сборной.

## Карьера
В 1937 году Висенте Альбанезе был приобретён итальянским клубом «Болонья», который на тот период был одним из сильнейших коллективов в Серии А. Уругвайский защитник впервые появился на поле в футболке красно-синих 3 октября 1937 года во встрече с «Лигурией» (позднее в 1946 году в результате слияния стала «Сампдорией»). Игра закончилась нулевой ничьей. Всего же в сезоне 1937/38 Альбанезе отыграл за «Болонью» 7 матчей в чемпионате Италии. По итогам того сезона команда финишировала на 5 месте, а Висенте был отпущен из клуба на родину.
В составе сборной Уругвая Альбанезе принял участие в одной игре против Аргентины, которая проводилась 9 августа 1936 года в рамках товарищеского турнира Copa Juan Mignaburu. В том матче аргентинцы одержали победу со счётом 1:0.